# Науру на Летњим олимпијским играма 2004.
Науру је трећи пут учествовао на Летњим олимпијским играма одржаним 2004. године у Атини, Грчка. До сада се налази међу земљама које нису освајале медаље.
Науру је представљала делегација од троје спортиста 2 мушкарца и 1 жена који су се такмичили у дизању тегова.
На свечаној церемонији отварања Летњих олимпијских игара 2004., заставу Науруа носио је дизач тегова Yukio Peter.
Спортисти Науруа нису освојили ниједну медаљу, а најбољи пласман имао је Yukio Peter освајањем 8-ог места у дизању тегова у категорији до 69 kg.

## Учешће спортиста Науруа по дисциплинама
| Спорт         | Мушкарци | Жене | Укупно |
| ------------- | -------- | ---- | ------ |
| Дизање тегова | 2        | 1    | 3      |
| Укупно (1)    | 2        | 1    | 3      |

## Дизање тегова

### Мушкарци
| Текмичар     | Дисциплина | Трзај    | Трзај   | Избачај  | Избачај | Укупно | Пласман | Детаљи |
| Текмичар     | Дисциплина | Резултат | Пласман | Резултат | Пласман | Укупно | Пласман | Детаљи |
| ------------ | ---------- | -------- | ------- | -------- | ------- | ------ | ------- | ------ |
| Yukio Peter  | -69 kg     | 135      | 12      | 167,5    | 7       | 301,5  | 8 / 17  |        |
| Ите Детенамо | +105 kg    | 155      | 16      | 192,5    | 14      | 347,5  | 14 / 17 |        |

### Жене
| Текмичар               | Дисциплина | Трзај    | Трзај   | Избачај  | Избачај | Укупно | Пласман | Детаљи |
| Текмичар               | Дисциплина | Резултат | Пласман | Резултат | Пласман | Укупно | Пласман | Детаљи |
| ---------------------- | ---------- | -------- | ------- | -------- | ------- | ------ | ------- | ------ |
| Reanna Maricha Solomon | +75 kg     | 95       | =10     | 125      | =10     | 220    | 11 / 12 |        |